# Awareness League
L'Awareness League (Lega della coscienza) è un'organizzazione anarco-sindacalista della Nigeria.

## Storia
La "Lega" è attiva dal 1991 e conta un migliaio di membri. Nel corso della sua breve storia la "lega della coscienza" ha subito duri momenti repressivi, continuando la sua attività come organizzazione formalmente isolata e collaborando sporadicamente con il resto del movimento anarchico. La "Lega" è conosciuta per avere un orientamento anarco-sindicalista, avendo aderito alla IWA-AIT nel suo congresso di Madrid del dicembre 1996.
I militanti della "lega" sono attivi nel servizio civile, studenti, accademici, professori universitari, giornalisti ed attivisti della "sinistra" nigeriana. I suoi militanti hanno fatto parte attiva di importanti scioperi dei servizi pubblici.
Uno dei militanti maggiormente attivi dell'Awaress League è Sam Mbah, autore di Anarchismo africano: storia di un movimento.